# Giuseppe Vitali
Pour les articles homonymes, voir Vitali.
Giuseppe Vitali (né le 26 août 1875 à Ravenne, en Émilie-Romagne - mort le 29 février 1932 à Bologne) est un mathématicien italien, dont on se souvient pour son théorème sur l'existence d'ensembles non mesurables de nombres réels. Le lemme de recouvrement de Vitali est également un résultat fondamental en théorie de la mesure.

## Biographie
Diplômé de l'École normale supérieure de Pise en 1899, Giuseppe Vitali fut pendant deux ans l'assistant d'Ulisse Dini.
De 1904 à 1923, il a enseigné au Lycée Christophe Colomb à Gênes où il s'est engagé en politique, devenant conseiller socialiste. Toutefois, lors de l'arrivée au pouvoir des fascistes  en 1922, il a quitté le Parti socialiste italien. Sa carrière politique terminée, Vitali retourna à l'enseignement des mathématiques.
En 1923, remportant un concours, il obtint une chaire à l'université de Modène et l'année suivante on lui attribue la chaire de mathématiques de l'université de Padoue, et enfin, en 1930, celle de l'université de Bologne. À partir de 1926, il a développé une maladie grave et il ne pouvait plus écrire. Néanmoins, environ la moitié de ses travaux de recherche ont été écrits au cours des quatre dernières années de sa vie.
Son travail Moderna teoria delle funzoni di variabile reale a été achevé et publié en 1935 après sa mort.

## Distinctions
En 1927 il est lauréat du Prix mathématique de l'Académie italienne des sciences.